# Бублик, Йосеф
Йосеф Бублик (чеш. Josef Bublík; 12 февраля 1920, Банов, ныне район Угерске-Градиште — 18 июня 1942, Прага) — чехословацкий военный, деятель Движения Сопротивления, участвовавший в операции «Биоскоп» и погибший в бою в православном соборе Святых Кирилла и Мефодия.

## Биография
Йосеф Бублик родился 12 февраля 1920 в Банове близ местечка Угерски-Брод. Отец — Адольф Бублик, рабочий каменоломни, в прошлом солдат Чехословацких легионов. Мать Жофия Бубликова (в девичестве Полянская) — домохозяйка. В семье также было пять братьев и сестёр. Йосеф учился в начальной школе Банова, в 1931 году поступил в Архиепископскую гимназию в Кромержиже, но после второго года обучения был переведён в реальную гимназию в Угерски-Броде. Окончил её в 1939 году, поступил на юридический факультет Масарикова университета, однако бросил учёбу в связи с разгоревшейся войной. Состоял в спортивном движении «Орёл».
В конце декабря 1939 года Йосеф бежал в Словакию, оттуда совершил путь через Венгрию, Югославию, Бейрут и попал во Францию. 25 февраля 1940 в Агде был принят в чехословацкую армию за границей, во 2-й пехотный полк. В боях за Францию не участвовал, после капитуляции страны бежал в Англию, где перешёл в 1-й пехотный полк. 1 апреля 1941 произведён в капралы, добровольно поступил в британскую военную спецшколу. С 15 августа по 7 сентября 1941 прошёл полный курс обучения саботажу, прыжкам с парашютами и промышленным диверсиям. Участвовал в операции «Биоскоп», которой руководил старший сержант Богуслав Коуба.
28 марта 1942 Бублик со своей командой десантировался в Пожарах-на-Кживоклатске. Вместе с Яном Грубы они добрались до Угерске-Градиште, но не смогли установить связь с коллегами и перебрались в Прагу, где скрывались. После убийства Рейнхарда Гейдриха один из лидеров Сопротивления, Карел Чурда, выдал группу чехословацких партизан, что привело к началу массовых облав. Бублик вынужден был скрываться в Соборе Святых Кирилла и Мефодия. 18 июня 1942 он принял бой против немцев. Не желая попадать живым в плен, Йосеф застрелился.
1 декабря 1945 посмертно Йозеф Бублик был произведён в лейтенанты пехоты, а 17 июня 1948 в старшие лейтенанты пехоты. 30 июня 2002 посмертно произведён в подполковники. Его имя носит улица в Праге (район Кобылисы), а также начальная школа в Банове. В 2010 году в Банове состоялась выставка по случаю 90-летия со дня рождения Бублика.